# Gran Premio Costa degli Etruschi 2016
Il Gran Premio Costa degli Etruschi 2016, ventunesima edizione della corsa, valevole come prova dell'UCI Europe Tour 2016 e della Coppa Italia 2016, di categoria 1.1, si svolse il 7 febbraio 2016 su un percorso di 190,6 km. È stata vinta dallo sloveno Grega Bole che ha concluso la corsa in 4h40'36".

## Percorso
Dopo il via ci sono 38 km di pianura e i corridori si ritroveranno a passare da Fiorentina, Riotorto, Banditelle e Venturina, nel cuore del territorio di Piombino. Arriva poi la prima salita a Campiglia, ascesa di 4 km con una pendenza media del 5-6%. Dopo la discesa si arriva a San Vincenzo e poi Donoratico: al km 58,5 c'è il primo passaggio sulla linea del traguardo, poi comincia la parte del percorso caratterizzata da tre circuito, quello di San Guido e Bolgheri di 24,3 km con un piccolo strappo da ripetere tre volte, poi un altro circuito di 10.3 km pianeggiante da ripetere due volte, infine, gli ultimi 40 km, sono lungo le due tornate con salita di Torre Segalari, un'ascesa di 900 metri con pendenza media del 9% e massima dell'11%.

## Squadre e corridori partecipanti
| N.    | Cod. | Squadra                     |
| ----- | ---- | --------------------------- |
| 1-8   | STH  | Southeast-Venezuela         |
| 11-17 | LAM  | Lampre-Merida               |
| 21-28 | ITA  | Selezione italiana          |
| 31-38 | AND  | Androni Giocattoli-Sidermec |
| 41-48 | BAR  | Bardiani-CSF                |
| 51-58 | NIP  | Nippo-Vini Fantini          |
| 61-68 | GAZ  | Gazprom-RusVelo             |
| 71-78 | UNI  | Unieuro-Wilier              |
| 81-88 | TIR  | Tirol Cycling Team          |

| N.      | Cod. | Squadra                       |
| ------- | ---- | ----------------------------- |
| 91-98   | AMO  | Amore & Vita-Selle SMP        |
| 101-108 | RSW  | Felbermayr-Simplon Wels       |
| 111-118 | MCC  | Minsk Cycling Club            |
| 121-128 | MKT  | Meridiana-Kamen Team          |
| 131-138 | GME  | GM Europa Ovini               |
| 141-148 | CAT  | Cycling Academy Team          |
| 151-158 | NOR  | Norda-MG.Kvis-Vega            |
| 161-165 | AZT  | D'Amico-Bottecchia            |
| 171-178 | CJC  | Christina Jewelry Pro Cycling |

## Ordine d'arrivo (Top 10)
| Pos. | Corridore         | Squadra      | Tempo    |
| ---- | ----------------- | ------------ | -------- |
| 1    | Grega Bole        | Nippo        | 4h40'36" |
| 2    | Francesco Gavazzi | Androni      | s.t.     |
| 3    | Diego Ulissi      | Lampre-M.    | s.t.     |
| 4    | Andrea Fedi       | Southeast    | s.t.     |
| 5    | Giulio Ciccone    | Bardiani-CSF | s.t.     |
| 6    | Igor' Boev        | Gazprom-R.   | s.t.     |
| 7    | Matteo Busato     | Southeast    | s.t.     |
| 8    | Edoardo Zardini   | Bardiani-CSF | s.t.     |
| 9    | Stefan Schumacher | Christina J. | s.t.     |
| 10   | Stephan Rabitsch  | Felbermayr   | s.t.     |